# Lijst van voetbalinterlands Kaaimaneilanden - Puerto Rico
Deze lijst van voetbalinterlands is een overzicht van alle officiële voetbalwedstrijden tussen de nationale teams van de Kaaimaneilanden en Puerto Rico. De landen speelden tot op heden vier keer tegen elkaar. De eerste ontmoeting, een kwalificatiewedstrijd voor de Caribbean Cup 1993, werd gespeeld in Georgetown (Guyana) op 14 maart 1993. Het laatste duel, een groepswedstrijd tijdens de CONCACAF Nations League 2022/23, vond plaats op 26 maart 2023 in Bayamón.

## Wedstrijden
| № | Plaats      | Datum          | Competitie                       | Wedstrijd                 | Uitslag |
| - | ----------- | -------------- | -------------------------------- | ------------------------- | ------- |
| 1 | Georgetown  | 14 maart 1993  | Caribbean Cup 1993 kwalificatie  | Puerto Rico – Kaaimaneil. | 4 – 0   |
| 2 | Bayamón     | 6 oktober 2010 | Carribbean Cup 2010 kwalificatie | Puerto Rico – Kaaimaneil. | 2 – 0   |
| 3 | George Town | 9 juni 2022    | CONCACAF Nations League 2022/23  | Kaaimaneil. − Puerto Rico | 0 − 3   |
| 4 | Bayamón     | 26 maart 2023  | CONCACAF Nations League 2022/23  | Puerto Rico − Kaaimaneil. | 5 − 1   |

## Samenvatting
| Competitie                 | Totaal gespeeld | Winst Kaaimaneil. | Gelijk | Winst Puerto Rico | Doelsaldo Kaaimaneil. – Puerto Rico |
| -------------------------- | --------------- | ----------------- | ------ | ----------------- | ----------------------------------- |
| CONCACAF Nations League    | 2               | 0                 | 0      | 2                 | 1 − 8                               |
| Caribbean Cup-kwalificatie | 2               | 0                 | 0      | 2                 | 0 − 6                               |
| Totaal                     | 4               | 0                 | 0      | 4                 | 1 − 14                              |

Wedstrijden bepaald door strafschoppen worden, in lijn met de FIFA, als een gelijkspel gerekend.
CIFA · A-internationals · Olympisch elftal · Kaaimaneilands vrouwenelftal
Amerikaanse Maagdeneilanden ·
Anguilla ·
Antigua en Barbuda ·
Aruba ·
Bahama's ·
Barbados ·
Belize ·
Bermuda ·
Britse Maagdeneilanden ·
Canada ·
Cuba ·
Dominicaanse Republiek ·
El Salvador · 
Grenada ·
Guyana ·
Haïti ·
Jamaica ·
Moldavië ·
Montserrat ·
Nederlandse Antillen ·
Nicaragua ·
Puerto Rico ·
Saint Kitts en Nevis ·
Saint Lucia ·
Saint Vincent en de Grenadines ·
Suriname ·
Trinidad en Tobago ·
Turks- en Caicoseilanden ·
Verenigde Staten
FPF · 
A-internationals · 
Puerto Ricaans vrouwenelftal
1940 · 
1941 · 
1942 · 
1943–1945 · 
1946 · 
1947 · 
1948 · 
1949 · 
1950–1958 · 
1959 · 
1960–1961 · 
1962 · 
1963 · 
1964 · 
1965 · 
1966 · 
1967 · 
1968 · 
1969 · 
1970 · 
1971 · 
1972 · 
1973 · 
1974 · 
1975 · 
1976 · 
1977 · 
1978 · 
1979 · 
1980 · 
1981 · 
1982 · 
1983 · 
1984 · 
1985 · 
1986 · 
1987 · 
1988 · 
1989–1990 · 
1991 · 
1992 · 
1993 · 
1994 · 
1995 · 
1996 · 
1997 · 
1998 · 
1999 · 
2000 · 
2001 · 
2002 · 
2003 · 
2004 · 
2005 · 
2006–2007 · 
2008 · 
2009 · 
2010 · 
2011 · 
2012 · 
2013 · 
2014 · 
2015 · 
2016 ·
2017 ·
2018 ·
2019 ·
2020 ·
Anguilla ·
Antigua en Barbuda ·
Aruba ·
Bahama's ·
Barbados ·
Belize ·
Bermuda ·
Britse Maagdeneilanden ·
Canada ·
Colombia ·
Costa Rica ·
Cuba ·
Curaçao ·
Dominicaanse Republiek ·
El Salvador ·
Grenada ·
Guatemala ·
Guyana ·
Haïti ·
Honduras ·
India ·
Indonesië ·
Jamaica ·
Kaaimaneilanden ·
Nederlandse Antillen ·
Nicaragua ·
Panama ·
Saint Kitts en Nevis ·
Saint Lucia ·
Saint Vincent en de Grenadines ·
Spanje ·
Suriname ·
Trinidad en Tobago ·
Venezuela ·
Verenigde Staten